# Asteroide zenosecante
Un asteroide zenosecante è un asteroide del sistema solare la cui orbita interseca quella del pianeta Giove. Gli asteroidi zenosecanti propriamente detti devono necessariamente presentare un perielio situato all'interno dell'orbita di Giove, e un afelio situato all'esterno; la lista che segue comprende anche quegli asteroidi che rasentano solamente l'orbita del pianeta, internamente o esternamente, pur non intersecandola mai.
La lista esclude gli asteroidi classificati come troiani di Giove.

## Prospetto

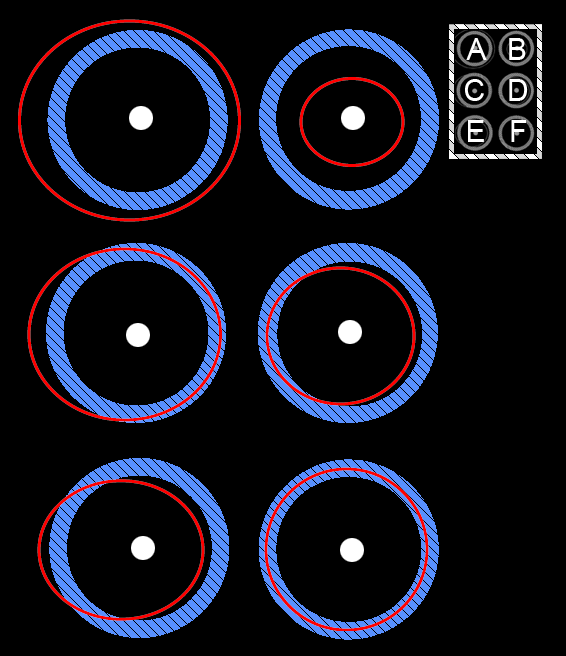
Il grafico mostra le diverse possibili configurazioni orbitali di un asteroide (orbita rossa) rispetto ad un pianeta (orbitante all'interno della fascia azzurra, delimitata da perielio e afelio).
A, B: l'orbita dell'asteroide è esterna (o interna) rispetto a quella del pianeta.
C, D: l'orbita dell'asteroide rasenta esternamente (o internamente) quella del pianeta.
E: l'orbita dell'asteroide interseca quella del pianeta.
F: asteroide e pianeta sono co-orbitali.

- 944 Hidalgo  (radente internamente)
- 1941 Wild
- 2483 Guinevere
- 2959 Scholl
- 3552 Don Quixote  (radente internamente)
- 4446 Carolyn
- 5164 Mullo  (radente internamente)
- 5335 Damocles  (radente internamente)
- 5370 Taranis  (radente internamente)
- 6144 Kondojiro  (radente internamente)
- 8373 Stephengould
- 8550 Hesiodos
- 9767 Midsomer Norton
- 10608 Mameta
- (12307) 1991 UA
- 12896 Geoffroy
- (14569) 1998 QB32
- 15231 Ehdita
- 15376 Marták
- (15504) 1999 RG33  (radente internamente)
- 15783 Briancox
- (17212) 2000 AV183
- (18916) 2000 OG44  (radente internamente)
- (20086) 1994 LW
- 20461 Dioretsa  (radente internamente)
- (20630) 1999 TJ90
- 20898 Fountainhills  (radente internamente)
- 21804 Václavneumann
- (22070) 2000 AN106
- (26166) 1995 QN3
- (26929) 1997 CE18
- (30512) 2001 HO8
- (32460) 2000 SY92
- (32511) 2001 NX17  (radente internamente)
- 37117 Narcissus  (radente internamente)
- (37578) 1990 RY2
- (37590) 1991 RA14
- (38292) 1999 RA77
- (38709) 2000 QO90
- (39266) 2001 AT2
- (45739) 2000 HR25
- (47907) 2000 GT71
- (51284) 2000 KE9
- (51838) 2001 OC61
- (52007) 2002 EQ47
- (52016) 2002 NO18
- (52068) 2002 QX40
- (61042) 2000 KB61
- (65374) 2002 PP55
- (65389) 2002 RF12
- (65407) 2002 RP120  (radente internamente)
- (67368) 2000 LH33
- (69566) 1998 BX
- (73418) 2002 LK36
- (73457) 2002 NZ43
- 73769 Delphi
- (78133) 2002 NQ13
- (78470) 2002 RM45
- (78809) 2003 OR22
- (79724) 1998 SC125
- 84011 Jean-Claude